# كيوكس هوت ماينيل
كيوكس هوت ماينيل (بالفرنسية: Quœux-Haut-Maînil)‏ هي بلدية تقع في إقليم باد كاليه من منطقة نور با دو كاليه في شمال فرنسا. تبلغ مساحة هذه المدينة 12.01 (كم²)، وترتفع عن سطح البحر 131 م، يبلغ عدد سكانها 246 نسمة حسب إحصاء المعهد الوطني للإحصاء والدراسات الاقتصادية سنة 2009 م. وترأس Alfred Letalle البلدية خلال فترة (2008-2014).